# Gustav Adolf Rune
Gustav Adolf Rune, född 12 september 1882 i Linde bergsförsamling i Örebro län,  död 10 mars 1969 i Kungsholms församling i Stockholm, var en svensk geodet.
Rune blev filosofie kandidat vid Uppsala universitet 1907, filosofie licentiat 1913 och filosofie doktor 1920. Han blev geodet vid Rikets allmänna kartverk 1909, observator 1920 och var byråchef och professor 1939–1949. Rune var Sveriges ombud vid Baltiska geodetiska kommissionens konferenser 1930, 1934, 1936 och 1938 samt president för internationella sektionen för precisionsavvägning 1948–1951. Han uppehöll undervisningen i högre geodesi vid Kungliga Tekniska högskolan 1945–1952. Bland hans skrifter märks Undersökning över noggrannheten i Sveriges precisionsavvägning (akademisk avhandling 1920) och astronomisk-geodetiska artiklar i svenska och utländska facktidskrifter. Rune blev riddare av Vasaorden 1939.